# Густав-Адольф Кунцен
Густав-Адольф Кунцен (нім. Gustav-Adolf Kuntzen; 23 грудня 1907, Берлін — 15 серпня 1988, Вахтберг) — німецький офіцер, оберстлейтенант Генштабу вермахту, генерал-лейтенант бундесверу. Кавалер Німецького хреста в сріблі.

## Біографія
Після закінчення гімназії в 1929 році вступив радистом в 3-й (прусський) розвідувальний дивізіон у Потсдамі. Служив в 9-му (прусському) піхотному полку у Вюнсдорфі й Потсдамі. В 1930/31 роках навчався в піхотному училищі Дрездена, в 1931/32 роках — в артилерійському училищі Ютербога, після чого до 1935 року був командиром взводу. З жовтня 1935 року — ад'ютант командира 111-го підрозділу зв'язку в Потсдамі. З 1937 року — командир роти 62-го дивізіону зв'язку в Цоссені. В 1938/39 роках пройшов курс офіцера Генштабу у Військовій академії Берліна.
З 26 серпня 1939 року — 3-й офіцер Генштабу 215-ї піхотної дивізії, з 9 травня 1940 року — 25-го армійського корпусу. З 20 грудня 1940 року — 4-й офіцер Генштабу 17-ї армії. 2 березня 1943 року відправлений в командний резерв ОКГ і був відряджений в 387-му піхотну дивізію виконувати обов'язки 1-го офіцера (начальника оперативного відділу) Генштабу, де перебував жо 11 червня. З 18 червня 1943 року — 1-й офіцер Ганштабу групи армій «Північ». 10 вересня 1944 року знову відправлений в командний резерв ОКГ. З 11 листопада 1944 року — 1-й офіцер Генштабу 122-ї піхотної дивізії. В кінці Другої свтіової війни був взятий в полон радянськими військами. В 1950 році звільнений.
В 1950/53 роках працював у видавництві Grote. З липня 1943 року — співробітник, з 1954 року — завідвач відділом Управління Бланка. В 1955 році прийняти в бундесвер і призначений молодшим керівником відділу Командного штабу. З 1958 року — заступник командувача і начальник штабу командування територіальної оборони в Бад-Годесберзі, одночасно генерал командних частин та інспектор телекомунікаційних підрозділів Управління сухопутних військ в Кельні. В 1962 році протягом шести місяців був заступником начальника кадрового відділу Федерального міністерства оборони в Бонні. З вересня 1962 року — начальник Командного штабу збройних сил. З липня 1964 року — заступник генерал-інспектора бундесверу. 1 квітня 1967 року звільнений у відставку.
В 1969/74 роках — президент Товариства Клаузевіца.

## Сім'я
Одружився з дочкою видавця Густава Мюллера-Гроте. В пари народились 2 дітей.

## Нагороди
- Медаль «За вислугу років у Вермахті» 4-го класу (4 роки)
- Залізний хрест 2-го класу (10 травня 1940)
- Хрест Воєнних заслуг 2-го і 1-го класу (25 жовтня 1941) — отримав 2 нагороди одночасно.
- Медаль «За зимову кампанію на Сході 1941/42» (25 серпня 1942)
- Кубанський щит (15 липня 1944)
- Німецький хрест в сріблі (14 січня 1945)
- Орден Фенікса, великий командорський хрест (Королівство Греція; 1964)
- Орден Заслуг (Чилі), великий офіцерський хрест (1965)
- Орден «За заслуги перед Федеративною Республікою Німеччина», великий офіцерський хрест (1966)